# The Gray of the Dawn
The Gray of the Dawn (In the Gray of the Dawn) è un cortometraggio muto del 1910 diretto da Eugene Sanger, che qui firma la sua unica regia. L'attore Phillips Smalley, che proveniva dal vaudeville, è al suo esordio cinematografico.

## Produzione
Girato a Brooklyn, il film fu la prima produzione della nuova compagnia Reliance Film Company che nei sei anni di attività (dal 1910 al 1916) produsse 631 film.

## Distribuzione
Distribuito dalla Carlton Motion Picture Laboratories e dalla Motion Picture Distributors and Sales Company, il film - un cortometraggio in una bobina - uscì nelle sale statunitensi il 22 ottobre 1910 anche con i titoli In the Gray of the Dawn o The Grey of the Dawn.